# Edward, My Son
Edward My Son (br: Meu Filho) é um filme norte-americano de 1949, do gênero drama, dirigido por George Cukor  e estrelado por Spencer Tracy e Deborah Kerr.